# 천광록
천광록(千光祿, 1851년 ∼ 1931년)은 조선의 문신이다. 본관은 영양(潁陽). 자는 화선(華善), 호는 만은(晩隱).
1892년(고종 29) 알성시(謁聖試) 문과에 갑과(甲科) 장원(壯元)으로 급제하였다. 이어 성균관전적(成均館典籍)에 제수(除授)되었다.
1893년(고종 30) 종3품 통훈대부(通訓大夫) 행 사헌부지평(行司憲府持平)이 되었다.
1894년(고종 31) 시국이 어지러워짐을 보고 그는 일본을 배척해야 한다는 논지의 상소를 여러 번 올렸으나 받아들여지지 않았으며, 같은 해 12월 사헌부집의(司憲府執義)에 제수(除授)되었지만 사직하였다.
1897년(광무 1) 대한제국 수립 후 그는 역대 제왕과 왕비의 존호를 올리는 글을 짓는 옥책관(玉冊官)에 임명되어 상경하였으며, 1900년(광무 4)에는 아마(兒馬)를 하사받았다.
1902년(광무 6) 왕실에서 경상북도 의성(義城) 고운사(孤雲寺)에 고종의 무병장수를 기원하기 위하여 연수전(延壽殿)을 짓기로 결정하고 그에게 공사를 맡겼는데, 당시 관행대로 백성들을 강제로 노역에 동원하거나 공사비를 착복하는 일 없이 투명하게 일을 진행시켜 인근 백성들이 칭송하였으며 고종의 신임을 얻었다.
그러나 1910년(융희 4) 8월에 결국 한일병합이 되자 통분하여 임금에게 상소를 올린 후 '나라의 녹을 먹은 사람으로서 망국의 상황에 일신(一身)의 안락함만을 찾을 수 없다'며 고향으로 돌아왔다.

## 가족
- 고조부 : 천명호(千命浩)
  - 증조부 : 천세원(千勢遠)
    - 조부 : 천후만(千厚滿)
      - 부 : 천창억(千昌億)

    - 외조부 : 김원성(金元成)
      - 모 : 광산 김씨(光山金氏)
      - 처부 : 배세헌(裵世憲)
        - 부인 : 성산 배씨(星山裵氏)

  - 현손자 : 천현제